# كيسي بارسونز
كيسي بارسونز (بالإنجليزية: Casey Parsons)‏ هو لاعب كرة قاعدة أمريكي، ولد في 14 أبريل 1954 في وينتاتشي في الولايات المتحدة.

## وصلات خارجية
- كيسي بارسونز على موقعبيزبول رفرنس.كوم (الدوري الرئيسي) (الإنجليزية)